# Little Tosson
Little Tosson är en ort i civil parish Whitton and Tosson, i grevskapet Northumberland i England. Orten är belägen 5 km från Rothbury. Tosson Little var en civil parish 1866–1889 när det uppgick i Tosson i Hepple. Civil parish hade 31 invånare år 1881.